# Kattilasaari (ö i Lappland, Östra Lappland, lat 66,04, long 28,18)
Kattilasaari är en ö i Finland. Den ligger i sjön Yli-Kitka och i kommunen Posio i den ekonomiska regionen  Östra Lapplands ekonomiska region  och landskapet Lappland, i den norra delen av landet, 700 km norr om huvudstaden Helsingfors. Öns area är 1,7 hektar och dess största längd är 280 meter i sydväst-nordöstlig riktning.